# Neophascogale lorentzii
Il dasiuro maculato (Neophascogale lorentzii Jentink, 1911), noto anche come topo marsupiale di Lorentz, è un marsupiale della famiglia dei Dasiuridi. È l'unica specie del genere Neophascogale Stein, 1933.

## Descrizione
Nell'aspetto generale questo marsupiale ricorda una tupaia. Ha lunghezza testa-corpo di 170–230 mm e una coda di 185–215 mm. La colorazione varia, sulle regioni superiori, dal rossiccio carico al cannella chiaro, marcato da peli bianchi o da peli dalla punta bianca. Le regioni inferiori sono di colore rossiccio con peli dalle bande subterminali biancastre. La testa è bruno-rossastra e il retro delle orecchie è bianco. Il pelo che ricopre le zampe è color ruggine e assume una tonalità marrone sui piedi. La coda è rossiccia, a eccezione della parte terminale, che è bianca. Il pelo è lungo, soffice e folto. Sono noti anche pochi esemplari melanici.
Tutte e quattro le zampe sono munite di lunghi artigli e i cuscinetti plantari presentano delle pieghe. Si differenzia dalle specie del genere Phascogale soprattutto per la dentatura: infatti non mostra un diastema tra il primo e il secondo incisivo e l'ultimo premolare è molto più piccolo dei primi due.

## Biologia

### Comportamento
Ha abitudini diurne e probabilmente perlopiù arboricole.

### Alimentazione
Due esemplari vissuti per un certo periodo di tempo venivano nutriti con carne di manzo, cicale e maggiolini. Mostravano una certa predilezione per gli insetti vivi.

### Riproduzione
Sulla base di quel poco che sappiamo, sembra che questa specie possa riprodursi in ogni periodo dell'anno. Ogni cucciolata è composta al massimo da quattro piccoli.

## Distribuzione e habitat
Vive sulle montagne delle regioni occidentali e centrali della Nuova Guinea, nelle umide foreste muscose a 1500–3400 m di quota.